# Weinmannia portlandiana
Weinmannia portlandiana är en tvåhjärtbladig växtart som beskrevs av Howard & Proctor. Weinmannia portlandiana ingår i släktet Weinmannia och familjen Cunoniaceae. Inga underarter finns listade i Catalogue of Life.